# Capriggine
Il Capriggine è un torrente della Toscana, affluente di destra del fiume Era, a sua volta affluente dell'Arno.
Nasce tra Castagno e Camporbiano nel comune di Gambassi Terme (FI) a 466 m s.l.m. e si getta dopo un corso di 11 km nell'Era a Santa Barbara, comune di Volterra (PI)

## Il toponimo
Il nome è citato fin dal 1196 in più documenti del Comune di Volterra, uno dei quali datato 3 maggio 1196 scritto nei confini della villa di Cozzano in un luogo detto "a Lama" presso il fiumicello Acquabona, fa riferimento ad una divisione dei confini fra il Comune di Volterra e quello dei nobili e del popolo di Montignoso.